# ターレス・リマ・デ・コンセイソン・ペーニャ
ターレス・リマ・デ・コンセイソン・ペーニャ（Thalles Lima de Conceição Penha、1995年5月18日 - 2019年6月22日）は、ブラジル・リオデジャネイロ州出身のサッカー選手。ポジションはフォワード。

## 来歴
ヴァスコ・ダ・ガマの下部組織出身。
2018年よりアルビレックス新潟へ期限付き移籍で加入した。加入時の記者会見では「25から30ゴール決めたい」と語ったが、実際には4ゴールに留まり目標を達成することはできなかった。シーズン終了後に移籍期間満了により退団した。
2019年6月22日、交通事故により死去。

## 所属クラブ
ユース経歴
- 2007年 - 2013年  ヴァスコ・ダ・ガマ

プロ経歴
- 2013年 - 2019年  ヴァスコ・ダ・ガマ
  - 2018年  アルビレックス新潟（期限付き移籍）
  - 2019年  ポンチ・プレッタ（期限付き移籍）

## 個人成績
| 国内大会個人成績 | 国内大会個人成績   | 国内大会個人成績 | 国内大会個人成績 | 国内大会個人成績 | 国内大会個人成績 | 国内大会個人成績 | 国内大会個人成績 | 国内大会個人成績 | 国内大会個人成績 | 国内大会個人成績 | 国内大会個人成績 |
| 年度             | クラブ             | 背番号           | リーグ           | リーグ戦         | リーグ戦         | リーグ杯         | リーグ杯         | オープン杯       | オープン杯       | 期間通算         | 期間通算         |
| 年度             | クラブ             | 背番号           | リーグ           | 出場             | 得点             | 出場             | 得点             | 出場             | 得点             | 出場             | 得点             |
| ブラジル         | ブラジル           | ブラジル         | ブラジル         | リーグ戦         | リーグ戦         | ブラジル杯       | ブラジル杯       | オープン杯       | オープン杯       | 期間通算         | 期間通算         |
| ---------------- | ------------------ | ---------------- | ---------------- | ---------------- | ---------------- | ---------------- | ---------------- | ---------------- | ---------------- | ---------------- | ---------------- |
| 2013             | ヴァスコ・ダ・ガマ |                  | セリエA          | 7                | 1                | 1                | 2                |                  |                  | 8                | 3                |
| 2014             | ヴァスコ・ダ・ガマ |                  | セリエB          | 23               | 3                | 7                | 3                |                  |                  | 30               | 6                |
| 2015             | ヴァスコ・ダ・ガマ |                  | セリエA          | 13               | 0                | 8                | 3                |                  |                  | 21               | 3                |
| 2016             | ヴァスコ・ダ・ガマ |                  | セリエB          | 28               | 7                | 7                | 1                |                  |                  | 35               | 8                |
| 2017             | ヴァスコ・ダ・ガマ |                  | セリエA          | 12               | 2                | 4                | 1                |                  |                  | 16               | 3                |
| 日本             | 日本               | 日本             | 日本             | リーグ戦         | リーグ戦         | リーグ杯         | リーグ杯         | 天皇杯           | 天皇杯           | 期間通算         | 期間通算         |
| 2018             | 新潟               | 11               | J2               | 34               | 4                | 5                | 2                | 2                | 0                | 41               | 6                |
| 通算             | ブラジル           | ブラジル         | セリエA          | 32               | 3                | 13               | 6                |                  |                  | 45               | 9                |
| 通算             | ブラジル           | ブラジル         | セリエB          | 51               | 10               | 14               | 4                |                  |                  | 65               | 14               |
| 通算             | 日本               | 日本             | J2               | 34               | 4                | 5                | 2                | 2                | 0                | 41               | 6                |
| 総通算           | 総通算             | 総通算           | 総通算           | 117              | 17               | 32               | 12               | 2                | 0                | 151              | 29               |

出場歴
- Jリーグ初出場 - 2018年2月25日 J2第1節 カマタマーレ讃岐戦（Pikaraスタジアム）
- Jリーグ初得点 - 2018年5月3日 J2第12節 ツエーゲン金沢戦（石川県西部緑地公園陸上競技場）

## タイトル

### チーム
ヴァスコ・ダ・ガマ
- リオデジャネイロ州選手権 2015年、2016年

## 代表歴
- U-20ブラジル代表
  - 2014年 トゥーロン国際大会
  - 2015年 南米ユース選手権
- U-21ブラジル代表